# Gutiérrez Zamora
La municipalité de Gutiérrez Zamora est l'une des 212 municipalités de l'État de Veracruz, et est située dans la partie nord de cet État. Située dans la plaine côtière du golfe du Mexique, elle appartient au bassin versant du fleuve Río Tecolutla, dont elle est riveraine. Son chef-lieu est la ville éponyme de Gutiérrez Zamora. Elle dépend de la région administrative de Totonaca, du nom du peuple des Totonaques qui y habite, et est une des 10 subdivisions administratives de l'État de Veracruz.

## Toponymie
Officiellement fondée en 1877, elle tire son nom du général Manuel Gutiérrez Zamora (es).

## Géographie
La municipalité de Gutiérrez Zamora se trouve légèrement en retrait du trait de côté du golfe du Mexique, dans la plaine côtière, sur la rive nord du fleuve Río Tecolutla, qui lui sert de limite au sud, et à proximité de son embouchure. Son altitude oscille entre 10 et 200 mètres. Son chef-lieu, la ville éponyme de Gutiérrez Zamora, se trouve dans la partie sud de son territoire, sur la rive nord du Río Tecolutla. Son territoire couvre une superficie de 179,3 km2, et était peuplé en 2020 de 24 085 habitants, pour une densité de 134,4 habitants par km2.
Cette municipalité est enserrée entre celle de Tecolutla au nord, à l'est et au sud, et celle de Papantla à l'ouest.

## Composition et démographie
La municipalité était composée en 2020 de 59 localités, dont une seule était considérée comme urbaine, les autres étant rurales.
| Localité                                   | Population |
| ------------------------------------------ | ---------- |
| Gutiérrez Zamora                           | 13 966     |
| Carrillo Puerto (Santa Rosa)               | 1683       |
| Nuevo Renacimiento 2000                    | 1065       |
| Lomas de Arena                             | 967        |
| Ignacio M. Altamirano (Plan de Altamirano) | 753        |
| Reste des localités                        | 5651       |
| Total population                           | 24 085     |

En plus de l'espagnol, plusieurs langues amérindiennes sont parlées dans la municipalité, dont les principales sont par ordre d'importance : le totonaque, le nahuatl, et dans une moindre mesure l'otomí, le chinantèque et le mazatèque.

## Histoire
Le journaliste Leobardo Vázquez Atzin est assassiné à Gutiérrez Zamora où il réside, le 21 mars 2018.

## Économie

### Agriculture et élevage
La superficie des parcelles semées représentait en 2021 une surface totale de 11 373,1 hectares, parmi lesquels 8170 hectares étaient voués à la culture de l'orange, 1917,8 hectares étaient voués à la culture du maïs, et 415 hectares étaient voués à celle du pamplemousse.
En 2021, la production de viande par tonnes comprenait 573,4 tonnes de viande bovine, 159,4 tonnes de viande porcine, 17,8 tonnes de viande ovine, 0,2 tonnes de viande caprine, 71,5 tonnes de volailles, et 7,3 tonnes de dinde. La superficie vouée à l'élevage représentait alors 7234 hectares.